# Pateros (Washington)
Pour la ville des Philippines, voir Pateros.
La ville de Pateros (en anglais [pəˈtærəs]) est située dans le comté d'Okanogan, dans l’État de Washington, aux États-Unis. Lors du recensement de 2010, sa population s’élevait à 667 habitants, estimée à 668 habitants en 2015.

## Source
- (en) Cet article est partiellement ou en totalité issu de l’article de Wikipédia en anglais intitulé « Pateros, Washington » (voir la liste des auteurs).